# 2MASS J14222720+2215575
2MASS J14222720+2215575 ist ein L-Zwerg im Sternbild Bärenhüter. Er wurde 2006 von Kuenley Chiu et al. entdeckt.